# Serieåret 1962

## Händelser

### Augusti

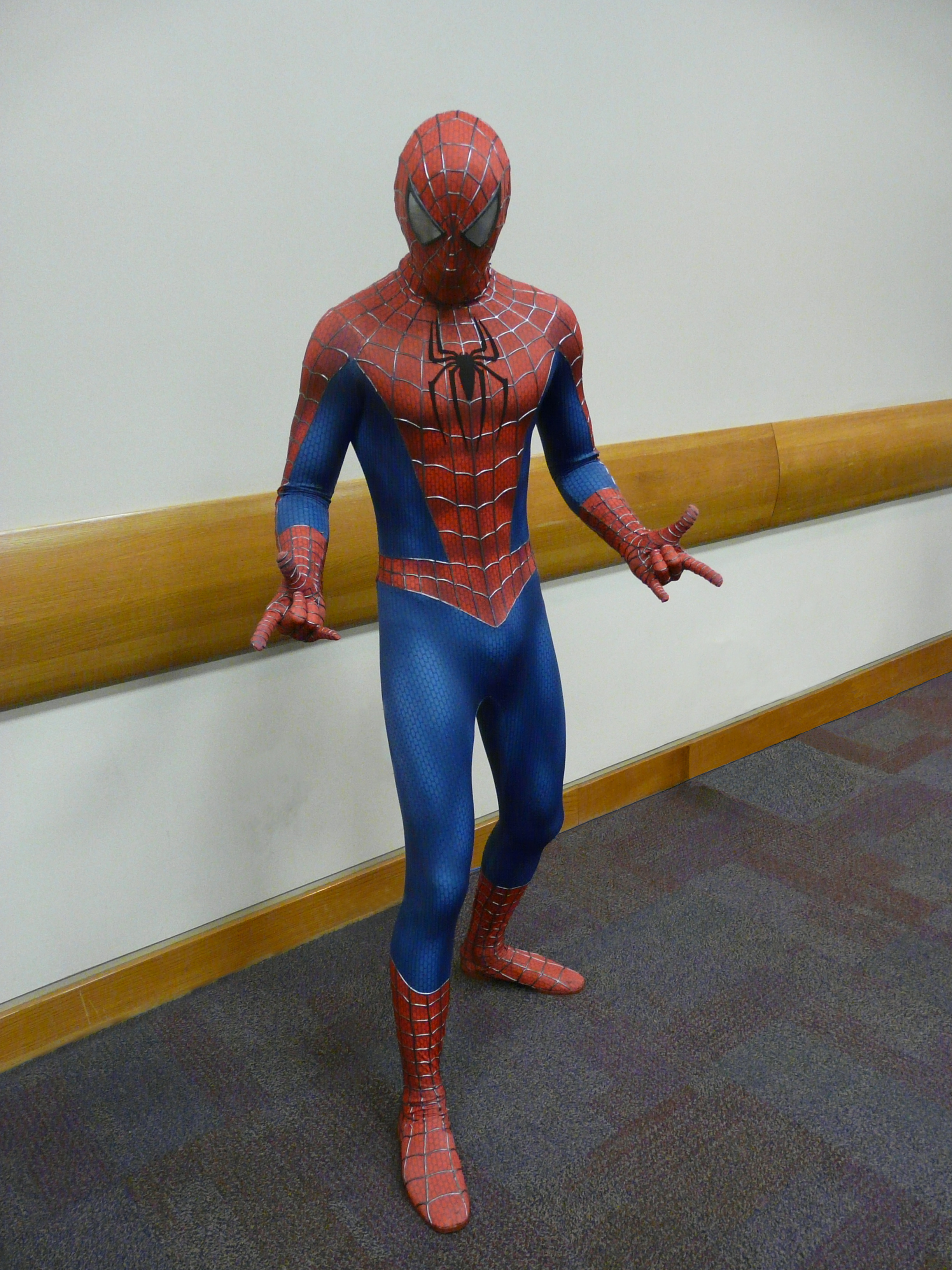
Spider-Man

- Augusti - Marvelseriefiguren Spider-Man debuterar i serietidningen Amazing Fantasy #15 i USA.

### Okänt datum

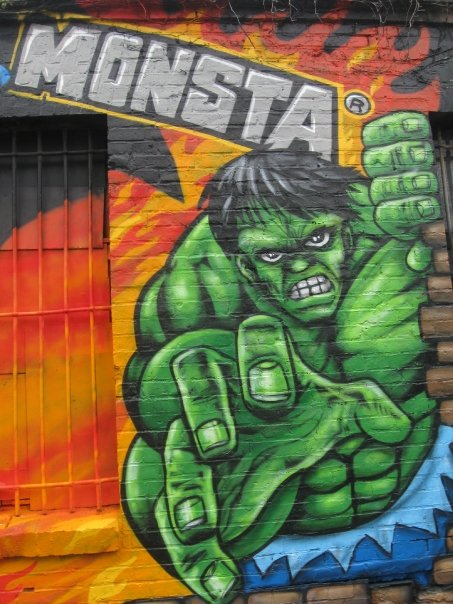
Hulken

- Stan Lee och Jack Kirby skapar seriefigurerna Hulken och Thor.
- Blixt Gordon får egen serietidning i Sverige.[1]
- Serietidningen Rymdmannen startas i Sverige.[2]
- Rune Andréassons Pellefant lanseras i svenska Sagoserien.[3]
- Den svenska serietidningen Min melodi läggs ner efter 13 år och 557 nummer.[4]
- Serietidningen Walt Disney's serier, i Sverige återuppstår.[3]
- Barnserietidningen Hacke Hackspett i Sverige övergår till vanligt serietidningsformat.[5]

## Utgivning

### Album
- I Frankrike ges "Asterix och guldskäran" (La serpe d'or) ut. Albumet kommer på svenska 1973.[6]
- Billy the Kid (Lucky Luke)[7]
- Oljeligan (Lucky Luke) [7]
- Ratata på spåret (Lucky Luke)[7]
- Skuggan av Z (Spirou)[8]
- Ärkefiender (Lucky Luke)[7]

## Födda
- 28 mars – Joakim Lindengren, svensk serieskapare och illustratör.
- 1 april – Anneli Furmark, svensk serieskapare
- 30 maj – Kevin Eastman, amerikansk serieskapare.
- 29 juli – Max Andersson, svensk serieskapare och filmkonstnär.
- 5 oktober – Gunnar Krantz, svensk konstnär, serieskapare, konstlärare, serieskribent och redaktör.

### Fotnoter
1. ↑  ”Seriesamlarna”. http://www.seriesam.com/cgi-bin/guide?s=Blixt+gordon. Läst 11 mars 2011.
2. ↑  Swecomics
3. 1 2  Swecomics
4. ↑  ”Seriesamlarna”. http://www.seriesam.com/cgi-bin/guide?s=Min+melodi. Läst 11 mars 2011.
5. ↑  Swecomics
6. ↑  ”Tintin”. Arkiverad från originalet den 13 februari 2011. https://web.archive.org/web/20110213010603/http://www.asterix.com/books/albums/. Läst 12 mars 2011.
7. 1 2 3 4  ”Lucky Luke på svenska”. Arkiverad från originalet den 11 november 2014. https://web.archive.org/web/20141111004811/http://www.visit.se/~dampgrodan/album_kronolog.html. Läst 12 mars 2011.
8. ↑  ”Spirou enligt Franquin”. Arkiverad från originalet den 23 juli 2010. https://web.archive.org/web/20100723064409/http://www.mantagraphics.com/franquin/helaalbum.htm. Läst 12 mars 2011.